# Diego Irarrazaval
Diego Irarrazaval nasceu em 8 de dezembro de 1942 em Santiago, Chile. É um escritor e teólogo chileno. 

## Biografia
Entre 1966 e 1969, obteve a licenciatura em teologia pela Universidade Católica do Chile. Entre 1974 e 1975, cursou o mestrado em estudos da religião, pela Universidade de Chicago. Em 1984, foi ordenado sacerdote em Chucuito (Peru). Em 2002, passou seis meses estudando Investigação Bíblica no Instituto Ecumênico Tantur em Jerusalém. Sacerdote católico e integrante da Congregação de Santa Cruz, entre 2004 e 2008, foi vigário da Paróquia de San Roque em Santiago. Entre 1996 e 2006 foi vice-presidente e presidente da Associação de Teólogos do Terceiro Mundo, foi integrante da Sociedade Chilena de Teologia e de Ameríndia. Entre 2005 e 2009 foi integrante do Conselho Editorial da Revista Concilium. Entre 2007 e 2011 foi integrante do Conselho Editorial da Revista Studies in World Christianity and Interreligious Studies. Entre 2004 e 2008 foi integrante do Diretório do Instituto de Cultura e Tecnologia Andina e da Associação Sulamericana de Filosofia e Teologia Intercultural. Entre 2005 e 2008 foi integrante do Centro Manuel Larraín da Universidade Alberto Hurtado e da Facultade de Teologia da Pontifícia Universidade Católica de Santiago, Chile. Ensinou teologia em vários países da América Latina, tendo sido: entre 2007 e 2008, professor adjunto no Instituto de Ciências Religiosas, da Universidade Católica Silva Henriquez em Santiago; entre 1971 e 1973, professor e diretor do Departamento de Estudos Teológicos para Leigos da Universidade Católica do Chile. Entre 1975 e 1981, foi integrante do Instituto Bartolomé de las Casas, em Lima (Peru). Entre 1981 e 2004, foi Diretor do Instituto de Estudos Aymaras no Peru e editor do Boletim do Instituto Aymara. Entre 1981 e 2003, foi professor de Filosofia e de Teologia no Seminário Interdiocesano Nossa Senhora de Guadalupe. Durante três décadas foi assessor em seminários e cursos do Instituto de Pastoral Andina (IPA), no Peru. Participou dos Encontros Latinoamericanos de: Teologia Indígena, nos anos de 1990, 1993, 1997, 2001, 2006; de Teologia Feminista em 1999; de Teologia Afro-latino-americana-caribenha em 2003. Ministrou cursos na Facultade de Teologia da Arquidiocese de São Paulo, em 1992; no Instituto Ecumênico de Estudos Teológicos Andinos, de La Paz (Bolivia), em 2000; no Instituto da Missão Maryknoll, em Nova Iorque, em 2000, na Universidade Bíblica Latinoamericana (UBL), na Costa Rica, em 2001; e em Lima, em 2004. Entre 2004 e 2008, foi professor do Instituto Superior de Teologia e Pastoral em Santiago (Chile).
Diego entendia a fé como contemplação da realidade divina e acreditava que a melhor forma de honrar à Deus seria por meio do silêncio, uma vez que seriamos incapazes de compreendê-lo. Portanto, haveria três enfoques:
1. o da revelação: o Mistério do Reino de Deus nos seria manifestado a partir de Cristo;
2. o simbólico: a maior negação do Mistério ocorreria por meio da idolatria, e não por meio do ateísmo;
3. a perspectiva de gênero: as teologias feministas entenderiam o Mistério como Poder-Relacional, o Mistério do amor as empoderaria.

Diego dizia que era uma voz em favor de redes eclesiais que faziam teologia a partir do pobre. O ponto de partida de sua militância foi a indignação diante das injustiças. Sua atividade eclesial teve como centro o trabalho com populações marginalizadas e foi influenciada pelo Concílio Vaticano II e pelas ideias de Paulo Freire
Na década de 1970 teve que sair do Chile, diante da situação de terror instalado pela Ditadura de Pinochet e foi atuar no Porto de Chimbote, onde manteve-se ligado ao Centro Bartolomé de las Casas, Lima, que era dirigido por Gustavo Gutiérrez.
Diego estudou a religiosidade popular no Peru e no conjunto do continente latinoamericano. Entre as conclusões de seu primeiro livro sobre este tema cabe destacar que:
1. a fé do povo não estaria ligada suficientemente com a ação libertadora; e
2. muitas de suas imagens e práticas não eram criações próprias, mas procediam dos dominadores.

Posteriormente, afirmou que aquela primeira avaliação era muito esquemática, que foi superada quando descobriu o universo simbólico andino.
Participou ativamente do despertar das novas teologias na América Latina: a indígena, a afrolatinoamericana, a feminista, a camponesa, a ecológica, que têm a espiritualidade como alma, raiz e alimento. 
Destacou os aspectos culturais e religiosos como portadores do sofrimento e dos projetos de vida da humanidade marginalizada.
Analisou com rigor antropológico e teológico as culturas do pobre e as representações andinas de Deus e as apresentou respeitosamente.
Afirmou que nem Cristo nem seu Espírito seriam etnocêntricos, pois Deus falaria polifônicamente em diversas línguas e por meio de obras humanas e que o mundo indígena o ensinou muito sobre o Mistério de Deus.

## Estudo sobre as festas religiosas
Diego afirmou que as festas religiosas teriam um caráter ambíguo, pois teriam elementos libertadores e fatores desumanizantes. Tais festas:
1. seriam reflexos das buscas e das penúrias humanas, sintetizariam as sensibilidades, trajetórias, vivências e visões da fé;
2. teriam como principal objetivo o desfrute da liberdade em plenitude;
3. se moveriam dentro da tradição de resistência social e da imaginação de um mundo melhor, mais justo e solidário;
4. teriam dentre suas características a criatividade simbólica do povo capaz de transformar a história;
5. potencia a práxis comunal e a coesão social e familiar;
6. congrega e fortalece as relações de parentesco, renovando os laços familiares;
7. fortalece a identidade comunal e estreita vínculos com outras comunidades que participam das festas populares; e
8. ajudam a superar a dispersão e o individualismo da vida cotidiana.

Em um escrito denominado "Un Jesús Jovial", examinou 144 trechos do Novo Testamento que demonstrariam o bom humor de Jesus e de seus seguidores. Em escritos posteriores denominados: "Gozar la espiritualidad" e "Gozar la ética", afirmou que:
1. Jesus seria um gozador, que não difundia conceitos e regulamentos, mas que se dedicava ao anúncio da Boa Nova, como no discursos das Bem aventuranças, no qual iniciava as frases com a expressão "Felizes", foi crucificado, porém, depois da Ressurreição, seu Espírito trouxe alegria para a comunidade; e
2. nas comunidades cristãs da América Latina, a palavra de Deus seria lida de modo orante, militante e festivo, a comunicação do Evangelho seria jovial e com alegria capaz de transformar o mundo marcado pela depressão pessoal e pela injustiça social[3].

## Obras
- "Religión del pobre y liberación (en Chimbote)" (CEP, Lima, 1978);
- "Hacia una teología de los pobres" (em co-autoria com Maximiliano Salinas) (CEP, Lima, 1980);
- "Religión y política en América Central" (em co-autoria com Pablo Richard) (DEI, San José, 1981);
- "Navidad en la tradición de los pobres" (CEP, Lima, 1981);
- "Sacramentos de iniciación, agua y espíritu de libertad" (em co-autoria com Victor Codina) (Paulinas, Madri, 1987; ed. em português: Vozes, Petrópolis, 1988);
- "Tradición y porvenir andino" (Tarea, Idea, Lima, 1992);
- "Catolicismo popular: historia, cultura, teologia" (Vozes, Petrópolis, 1993);
- "Rito y pensar cristiano" (CEP, Lima, 1993);
- "Culturas y fe latianoamericana" (Rehue, Santiago, 1994);
- "Medicina aymara" (em co-autoria com Domingo Llanque e Santiago Mendoza) (Hisboil, La Paz, 1994);
- "Inculturación. Amanecer eclesial en América Latina" (CEP, Lima, 1998; Abya Yala, Quito, 2000);
- "La fies-ta, símbolo de libertad" (CEP, Lima, 1998);
- "Un cristianismo andino" (Abya Yala, Quito, 1999);
- "Teología de la fe del pueblo" (DEI, San José, 1999);
- "Renacer masculino, género en la acción teológica" (2000);
- "Mística y acción de género" (2001);
- "Audacia evangelizadora, entre culturas y entre religiones" (Verbo Divino, Cochabamba, 2001);
- "Mística y acción de género" (Chucuito, Perú, 2001);
- "Misión inculturada e interreligiosa" (2001);
- "La cuestion incultural" (2002);
- "Felicidad masculina, una propuesta ética" (2002);
- "Un Jesús jovial" (Paulinas, Lima, 2003);
- "Raíces de esperanza" (CEP, Lima, 2004);
- "Gozar la espiritualidad" (San Pablo, Buenos Aires, 2004);
- "Gozar la ética" (San Pablo, Buenos  Aires, 2005);
- "Evangelio inculturado y universal" (2005);
- "Evangelización en culturas mestizas en Chile" (2006),
- "Interculturalidad y teologia" (2007);
- "Da baixo e de dentro. Creencias Latinoamericanas" (Nhanduti Editora, São Bernardo do Campo, 2007);
- "Lo andino-cristiano. Inculturación del cristianismo" (Iecta, Iquique, 2007). [3]